# Lilies of the Ghetto
Lilies of the Ghetto  es una película nigeriana estrenada en el año 2009 dirigida por Ubaka Joseph Ugochukwu.

## Sinopsis
Ijaloko, un exconvicto y jefecillo del gueto, rapta a cinco niños del entorno, Johnnie, Small, Konkolo, Fryo y Bobo. Les lava el cerebro, les inicia en las drogas duras y consigue destruir cualquier rasgo de humanidad. Se convierten en una amenaza para la sociedad y en los instrumentos de Ijaloko para conseguir lo que quiere. Cuatro de ellos mueren uno tras otro. Johnnie consigue sobrevivir y decide dejar la delincuencia para volver al colegio. Pero Ijaloko hará todo lo posible para impedírselo.